# Chibombo (Sambia)
Chibombo ist ein Ort auf einem Plateau im äußersten Süden der Zentralprovinz in Sambia etwas neben der Asphaltstraße, 90 Kilometer nördlich der Hauptstadt Lusaka und 40 Kilometer südlich von Kabwe. Der Ort liegt etwa 1150 Meter über dem Meeresspiegel und hat 4300 Einwohner (2010). Er ist der Verwaltungssitz des gleichnamigen Distrikts.

## Infrastruktur
Chibombo hat eine nicht asphaltierte, 1000 Meter lange Flugpiste, eine Grundschule und ein kleines Krankenhaus. Im Ort dominieren Grashütten.
Bei einer Kollision eines Buses mit einem Zug sterben am 7. Februar 2013 53 Menschen. Der Unfall ist einer der schwersten Verkehrsunfälle in der Geschichte Sambias.

## Persönlichkeiten
- Kingstone Mutandwa (* 2003), Fußballspieler

## Feste
Im Oktober findet alljährlich die Kulamba Kubwalo Lenje Cultural Ceremony statt, ein traditionelles Fest des hier ansässigen Stammes der Lenje.